# Lecteria tanganicae
Lecteria tanganicae är en tvåvingeart som beskrevs av Alexander 1921. Lecteria tanganicae ingår i släktet Lecteria och familjen småharkrankar. Inga underarter finns listade i Catalogue of Life.